# Sherlock Yack – Der Zoodetektiv
Sherlock Yack – Der Zoodetektiv (franz. Sherlock Yack – Zoo-Détectiv) ist eine französisch-deutsche Zeichentrickserie, die auf der von Michel Amelin und Colonel Moutarde geschriebenen Kinderbuchreihe mit gleichem Namen basiert. Die 2011 produzierte Serie besteht aus einer Staffel mit 52 Episoden.

## Inhalt
Sherlock Yack ist sowohl Direktor als auch Detektiv eines Zoos, der von anthropomorphen Tieren bewohnt wird. Findet ein Verbrechen statt, macht er sich sofort mit seiner jungen Assistentin Hermione daran, den Fall aufzuklären. Meistens gibt es dabei drei Verdächtige, doch in manchen Fällen ist noch ein vierter dabei. Sind alle Fakten beisammen, erzählt Sherlock dem Zuschauer noch mal den Tatverlauf und zeigt die Verdächtigen, bevor er den Schuldigen enttarnt. Morde und Schusswaffen kommen in der Serie allerdings nicht vor, eine Ausnahme ist eine Saugnapf-Pistole, der überführte Täter kommt nicht ins Gefängnis, muss aber eine Arbeitsleistung ableisten, manchmal lässt Sherlock den Täter aber auch straffrei davonkommen.

## Hauptfiguren
Sherlock Yack: Sherlock ist ein Yak, der auf eine lange Ausbildung in einem Lamakloster zurückblicken kann. Zwar lässt er sich häufig von Nebensächlichkeiten ablenken, doch er ist stets hochkonzentriert und weiß, dass jede Kleinigkeit für die Aufklärung eines Falles nützlich sein kann. Er spielt Dudelsack; sein Exemplar war ein Geschenk von seinem alten Lehrmeister, dem Geier Abrakadaverus.
Hermione: Sherlocks Assistentin ist ein junges Hermelin und die Tochter seines besten Freundes, die ihn so gut es geht bei seinen Fällen unterstützt. Hermione ist von technischen Geräten fasziniert und versucht oft, Sherlock davon zu überzeugen, dass seine alten Methoden überholt sind. Sein Dudelsackspiel kann sie nicht ertragen und sie mag Unordnung nicht. Im Gegensatz zu Sherlock kann Hermione auch Auto fahren und ein paar Zoobewohner wie der Piranha scheinen in sie verliebt zu sein und bewirten sie mit Geschenken.

## Wiederkehrende Elemente
- In jeder Episode erinnert sich Sherlock an Lehrstunden seines Meisters Abrakadaverus.
- Gibt es bei einem Fall einen Verletzten, gibt der Zooarzt Dr. Schnabelmann eine unverständlich klingende Diagnose wieder, die er dann ziemlich plump übersetzen muss.
- Der Biber, der im Zoo lebt, leidet unter Höhenangst, was bei vielen Fällen ein wichtiges Detail darstellt.
- Nach Zusammenlegung der Fakten wird eine kurze Szene gezeigt, die mit Sherlocks Problemen in der betreffenden Episode zu tun hat.

- Mit Ausnahme von Sherlock, Hermione, Dr. Schnabelmann, Frau Hipplinger (Flusspferd), Frau Fuchsberger (Fennek) und Squieki Gonzales (Fledermaus) werden alle Tiere nicht mit Vornamen, sondern mit ihrer Bezeichnung angesprochen.

## Produktion und Veröffentlichung
Die Serie wurde von Mondo TV France und ZDF Enterprises produziert, im Auftrag von TF1 und ZDF. Regie führte Jérôme Mouscadet. 
Die Erstausstrahlung fand ab dem 4. Mai 2011 bei TF1 in Frankreich statt. In Deutschland wurde die Serie erstmals vom 19. November 2011 bis zum 28. Januar 2012 auf dem KiKA ausgestrahlt. Dabei wurden Samstagvormittags immer drei Folgen nacheinander gezeigt.

## Synchronisation
| Charakter              | Französischer Sprecher | Deutscher Sprecher    |
| ---------------------- | ---------------------- | --------------------- |
| Sherlock Yack          | Martial Le Minoux      | Rainer Schmitt        |
| Dr. Schnabelmann       | Martial Le Minoux      | Sven Dahlem           |
| Hermione               | Céline Melloul         | Tanja Schumann        |
| Meister Abrakadaverus  | Thierry Kazazian       | Eckart Dux            |
| Krake                  | Nathalie Homs          | Ela Nitzsche          |
| La Kranich             | Nathalie Homs          | Anja Topf             |
| Strauß                 | Nathalie Homs          | Joey Cordevin         |
| Storch                 | Nathalie Homs          | Merete Brettschneider |
| Okapi                  | Jérôme Pauwels         | Burkhard Schmeer      |
| Boa                    | Gilbert Levy           | Monty Arnold          |
| Flamingo               | Gilbert Levy           | Wolf Frass            |
| Grizzlybär             | Gilbert Levy           | Hanns Jörg Krumpholz  |
| Krokodilbaby           | Gilbert Levy           | Hanns Jörg Krumpholz  |
| Kojote                 |                        | Hanns Jörg Krumpholz  |
| graues Meerschweinchen |                        | Hanns Jörg Krumpholz  |
| Beo                    |                        | Monty Arnold          |
| Felsenpinguin          |                        | Monty Arnold          |
| Waschbär               |                        | Monty Arnold          |
| Pelikan                |                        | Gustav Adolph Artz    |
| Gazelle                |                        | Merete Brettschneider |
| Kängurubaby            |                        | Merete Brettschneider |
| Pandababy              |                        | Merete Brettschneider |
| Brüllaffe              |                        | Oliver Böttcher       |
| Gepard                 |                        | Oliver Böttcher       |
| Igel                   |                        | Oliver Böttcher       |
| gelbes Meerschweinchen |                        | Oliver Böttcher       |
| Giraffe                |                        | Dagmar Dreke          |
| rosa Meerschweinchen   |                        | Dagmar Dreke          |
| Stinktier              |                        | Dagmar Dreke          |
| Alter Gaul             |                        | Michael Grimm         |
| Rotluchs               |                        | Michael Grimm         |
| Tapir                  |                        | Michael Grimm         |
| Gorilla                |                        | Ben Hecker            |
| Biber                  |                        | Till Huster           |
| Orang-Utan             |                        | Till Huster           |
| Panda                  |                        | Till Huster           |
| Seehund                |                        | Jürgen Holdorf        |
| Faultier               |                        | Lennardt Krüger       |
| Nilpferd               |                        | Lennardt Krüger       |
| Papagei                |                        | Lennardt Krüger       |
| Chihuahua              |                        | Martin May            |
| Paradiesvogel          |                        | Martin May            |
| Pfau                   |                        | Robert Missler        |
| Piranha                |                        | Robert Missler        |
| Faultier               |                        | Anne Moll             |
| Frau Fuchsberger       |                        | Anne Moll             |
| Panda                  |                        | Anne Moll             |
| Chamäleon              |                        | Kai Henrik Möller     |
| DAVE / Zebra           |                        | Kai Henrik Möller     |
| Maki                   |                        | Kai Henrik Möller     |
| Frau Hipplinger        |                        | Ela Nitzsche          |
| Stachelschwein         |                        | Wolfgang Riehm        |
| Warzenschwein          |                        | Wolfgang Riehm        |
| Marabu                 |                        | Erik Schäffler        |
| Pavian                 |                        | Erik Schäffler        |
| Tiger                  |                        | Erik Schäffler        |
| Vampirfledermaus       |                        | Erik Schäffler        |
| Hyäne                  |                        | Burkhard Schmeer      |
| Koala                  |                        | Burkhard Schmeer      |
| Löwe                   |                        | Burkhard Schmeer      |
| Dromedar               |                        | Jürgen Uter           |
| Elefant                |                        | Jürgen Uter           |
| Känguru                |                        | Jürgen Uter           |